# Cixutumumab
Il Cixutumumab nome commerciale IMC-A12 è un anticorpo monoclonale di tipo umano, che viene utilizzato per il trattamento di forme di tumori solidi.
Esso è stato sviluppato dalla ImClone Systems Inc..
Il farmaco agisce sull'antigene (human insulin-like growth factor-1 receptor) (IGF-1R), che è implicato in fenomeni di tumorigeninesi e metastasi. Nei sarcomi avanzati adipocitici il tumore sembra essersi temporaneamente fermato più facilmente rispetto ad altri tipi di tumori.

## Effetti collaterali
In uno studio per valutare il funzionamento  del Cixutumumab contro il tumore alla prostata avanzata, esso sembra aver avuto vari effetti collaterali come glicemia alta, infiammazioni lievi ai polmoni e alla bocca.
Un altro studio ha testato la combo del farmaco con il temsirolimus su sarcomi resistenti alla chemia, tuttavia la presenza di IGF-1R non ha cambiato notevolmente il risultato e sono comparsi effetti collaterali come anemia, glicemia alta e cali di difese immunitarie

### Cixutumumab
- (EN) George F. Vande Woude e George Klein, Advances in Cancer Research, Academic Press, 6 maggio 2010,  pp. 271–, ISBN 978-0-12-374770-9.